# Sports Tonight Live
Sports Tonight Live – sportowy kanał telewizyjny nadawany w Wielkiej Brytanii i Irlandii, który został uruchomiony 29 sierpnia 2011 roku przez konsorcjum Sportstalk Ltd. Kanał w większości nadaje magazyny sportowe, a jedynymi z niewielu transmitowanych na żywo są rozgrywki Ekstraklasa.

## Ekstraklasa
Od 17 sierpnia 2012 roku kanał posiada prawa do trzech spotkań podczas jednej kolejki. Są to mecze piątkowe o godzinie 20:30 (pierwszego wyboru), niedzielne o godzinie 18:00 (trzeciego wyboru) i poniedziałkowe o godzinie 18:30 (czwartego wyboru). Rozgrywki cieszą się popularnością wśród widowni.

## Dostępność
Kanał od 15 października 2011 roku dostępny jest za pomocą Freeview na kanale 227 po podłączeniu do internetu. Kanał dostępny jest na platformie Sky kanał 498, jest też możliwość oglądania kanału na żywo na stronie internetowej kanału. Dawniej kanał nadawał FTA i był dostępny na platformie BEN Television, był także dostępny w serwisie YouTube.